# Madeleine Pelletier
Madeleine Pelletier   (2n districte de París, 18 de maig de 1874 - Épinay-sur-Orge, 29 de desembre de 1939) fou una psiquiatra, antropòloga, metgessa i activista feminista francesa.

## Biografia

### Primers anys
Pelletier cursà estudis d'antropologia, especialment sobre la relació entre la neurociència i intel·ligència, amb Charles Letourneau i Léonce Manouvrier. Quan abandonà aquests estudis, va atacar el concepte de la grandària del crani com un determinant de la intel·ligència. Madeleine va decidir decantar-se per la psiquiatria. El 1906, fou la primera dona francesa a presentar-se a l'examen de Psiquiatria. També en fou la primera a treballar d'interna en un hospital psiquiàtric.

### Activisme
A banda de la vida professional, Pelletier fou activista: en l'adolescència, va dirigir grups anarquistes i feministes. L'any 1900, Pelletier s'implicà en el feminisme de manera intensa. El 1906, era secretària de l'organització La Solidarité des femmes, una de les més radicals de l'època. El 1908 representava el grup en les demostracions del vot de les dones a Hyde Park. Arran d'açò, publicà La suffragiste.
Al 1905, va ajudar a fundar el Partit Socialista Francés, i el representà en congressos internacionals. Treballà en la Creu Roja durant la Primera Guerra Mundial, atenent ferits de tots dos bàndols.
Va viatjar il·legalment a la Unió Soviètica el 1921, i d'aquesta experiència escriu Mon voyage aventureux en Russie communiste, publicat inicialment en La Voix de la Femme el 1921. Entrà al Partit Comunista Francés des de la seua creació, i l'abandonà el 1926. Arran de la seua ruptura amb el comunisme, s'acollí a l'anarquisme.

### Textos
Va escriure molt sobre els drets de les dones. Algunes de les seues publicacions més famoses foren: La femme en lutte pour ses droits (1908), Idéologie d'hier: Dieu, la morale, la patrie (1910), L'émancipation sexuelle de la femme (1911), Le Droit à l'avortement (1913) i L'éducation féministe des filles (1914).

### Algunes publicacions
71 textos de Madeleine Pelletier, text integral.
- L’admission des femmes dans la Franc-maçonnerie, 1905.
- L'idéal maçonnique, L'Acacia, març 1906.
- La femme en lutte pour ses droits, Giard & Brière, 1908.
- La prétendue infériorité psychophysiologique des femmes, La Revue socialiste, gener 1908.
- La question du vote des femmes, 1909.
- Idéologie d'hier: Dieu, la morale, la patrie, 1910.
- L'émancipation sexuelle de la femme, Giard et Brière, 1911.
- Filosofia sociale, les opinions, les partis, les classes, Giard et Brière, 1912.
- Justice sociale, Giard & Brière, 1913.
- Le Droit à l'avortement, Éditions du Malthusien, 1913.
- L'éducation féministe des filles, Giard & Brière, 1914.
- Dieu, la morale, la patrie, Giard, 1916.
- In anima vili ou un crime scientifique, L'Idée lliure, 1920.
- Mon voyage aventureux en Russie communiste, Giard, 1922.
- Supérieur, drame des classes socials en cinq actes, Lorulot, 1923.
- La morale et la loi, 1926.
- De la prostitution, L'Anarchie, La Publication mensuelle, novembre 1928.
- Capitalisme et communisme, Nice, 1926.
- L’État éducateur, 1931.
- La guerre est-elle naturelle? Le droit au travail pour la femme, La Brochure mensuelle, 1931.
- Une vie nouvelle, 1932.
- La femme vierge (autobiografia) París, 1933.
- La rationalisation sexuelle, París, 1935.

### Darrers anys
Pelletier practicava avortaments obertament, per la qual cosa l'arrestaren al 1939. Després va ser internada en un asil, on la seua salut mental començà a ressentir-se. Va morir abans de complir un any en aquest asil.